# Vestsjællands Trafikselskab
Vestsjællands Trafikselskab (forkortet VT) var et dansk trafikselskab der varetog den kollektive transport i det daværende Vestsjællands Amt. Trafikselskabet blev 1. januar 2007 slået sammen med det nydannede fælles trafikselskab Movia der skulle dække hele Sjællands efter Strukturreformen.

## Historie
Vestsjællands trafikselskab var et trafikselskab der dækkede det daværende Vestsjællands amt. Trafikselskabet opstod ved den første lov om trafikselskaber i Danmark der blev vedtaget i starten af 1980 hvorefter VT endeligt blev oprettet den 1. august samme år. Før denne lov trådte i kraft blev rutebustrafikken varetaget af lokale vognmænd der selv oprettede ruter og kørerplaner samt af jernbaneselskaber, eksempelvis selskabet bag Odsherredsbanen OHJ der længe før oprettelse af VT havde kørt rutetrafik i Odsherred.

De første mange år underlagt Vestsjællands trafikselskab kørte rutebusserne fortsat rundt i de tidligere vognmænds design men med et VT logo klistret på siderne af busserne indtil man i midt 1980'erne begyndte at male busserne fra de private vognmænd om til VT's nye busdesign som blev udrullet i forbindelse med nyere udbudskontrakter af bustraikken.

### Gratis Weekend
I weekenden fra den 30. juli og frem til den 2. august 2005 fyldte VT år. Trafikselskabet der var blevet etableret i 1980 kunne således fejre 25-års jubilæum. Dette jubilæum blev markeret ved at alle borgere i Vestsjællands Amt kunne få fri bustransport i den sidste weekend af sommerferien i 2005. dette var en stor glæde for mange familier der nu kunne tage bussen ud i amtets sommerland.

### Kampen mod Movia
Da det blev besluttet i forbindelse med Strukturreformen at amterne skulle nedlægges, førte dette også til lidt modstand i det daværende amt på Vestsjælland. Blandt andet var der på Vestsjælland stærk modstand imod at det lokale trafikselskab VT skulle sammenlægges med Storstrøms Trafikselskab STS og HT fra hovedstadsområdet. Disse diskussioner førte blandt andet til at VT's daværende formand gik i pressen og udtrykte sin utilfredshed over den kommende sammenlægning med blandt andet ordene:
| „ | "- Busdriften er jo lokal, og der er stor forskel på atorganisere busdrift i et tyndtbefolket område i Odsherred og så idet indre tætbefolkede København, siger formand for VestsjællandsTrafikselskab." | “ |

## Produkter
Vestsjællands Trafikselskab kørte med følgende prodrukter:
- Bybusser
- Rutebiler
- E-busser
- Hurtigbussen
- IC Busser

### Bybusser
Bybusserne var busser der kørte lokalt inden for byerne i VT's område, specielt kendetegn for bybusserne var, at bybusserne var opkaldt efter det zonenummer som byen lå i. F.eks hed Holbæk "10" også 1 for linje 1. så linjen hed 101. Sådan fortsatte nummereringen hele vejen igennem trafikselskabet.
Zoner som byerne lå i og trafikkort vedhæftet nedenfor.
| Zone | By          | Linjenumre | Bemærkninger                                    | Trafikkort |
| ---- | ----------- | ---------- | ----------------------------------------------- | ---------- |
| 10   | Holbæk      | 101-112    |                                                 |            |
| 20   | Kalundborg  | 201-208    |                                                 |            |
| 30   | Slagelse    | 301-303    |                                                 |            |
| 40   | Ringsted    | 401 - 405  |                                                 |            |
| 50   | Korsør      | 500-502    |                                                 |            |
| 60   | Nykøbing SJ | 601        |                                                 |            |
| 80   | Sorø        | 806-807    | Linjerne 801-804 blev benyttet af Skolebusruter |            |
| 90   | Skælskør    | 900        | Linjen blev også kaldt for "Solskinsbussen"     |            |

### Rutebiler
På Vestsjælland blev betegnelsen "Rutebiler" brugt helt frem til nedlæggelsen af Vestsjællands Trafikselskab. Rutebiler var de regionale Amts busser der kørte på tværs at kommunegrænser og i visse tilfælde også amtsgrænserne. Vestsjællands Trafikselskab havde et nummereringssystem der gjorde at rutebilerne havde 2-cifrede linjenumre. Eksempelvis havde linjen mellem Holbæk og Ringsted rutenummer 14. mens ruten der kørte mellem Slagelse og Næstved havde rutenummer 88.

### E-busser
E-busser var en rutetype der kun kørte i myldretiden hos VT. Linjerne kørte på længere strækninger men med få stop og de supplerede normalt også en almindelig buslinje. Ruterne ligesom E-busserne hos HT, senere Movia kendes på at havde et E bag på linjenummeret. En undtagelse fra E-bus konceptet var Linje 15 der i myldretiderne kørte hurtigture imellem Holbæk og Ringsted men af en anden rute end linje 14 der var den ordinære rute imellem de to byer. Et eksempel på en linje med et fælles linjenummer til den ordinære rutebus var ekspresbussen 35E. Linje 35E kørte en længere rute end den ordinære linje 35 ved at den kørte mellem smedeparken i Sorø og Korsør via Slagelse Sygehus og Station. Fra Slagelse til Korsør kørte linje 35E af motorvejen hvorimod linje 35 kørte af den almindelige Korsørvej. Linje 35E kørte dermed uden stop mellem stoppestedet ved "Bilka" i Slagelse og til stoppestedet "Motalavej" i Korsør hvorefter linje stoppede ved alle stoppesteder indtil Casper Brandts Plads. E-busserne havde som hovedreglen en længere rute end de ordinære ruter med samme linjenummer. Eksempelvis kørte den daværende linje 13E helt fra Nykøbing Sjælland til Slagelse hvorimod den almindelige linje 13 kun kørte mellem Holbæk og Slagelse.
| Rute | Linjeføring | Bemærkninger |
| ---- | --- | --- |
| 13E  | Slagelse St - Munke Bjergby - Stenlille St - Holbæk                                                                                | Linjen fortsatte ind i Movia hvor den blev lagt ind under den nyoprettee Linje 420R da R-Nettet blev introduceret |
| 15   | Ringsted - Store Merløse - Tølløse - Vipperød -Holbæk                                                                              | Linje var tidligere besskiltet med et E men dette blev senere droppet.                                            |
| 35E  | Smedeparken(Sorø) - Sorø Byterminal - Slagelse sygehus - Slagelse St - Selandia - Bilka - Motalavej(Korsør) - Casper Brandts Plads | Linjen fortsatte ind i Movia som linje 436 men blev senere nedlagt da Slagelse skulle have nyt busnet.            |

### Hurtigbussen
Hurtigbussen var et levn tilbage fra da vognmændene selv kørte bustrafik med egne busruter og køreplaner. Hurtigbussen overlevede ind i VT og kørte oprindeligt helt til Valby St i København fra henholdsvis Odden eller Rørvig. Linjerne havde ingen stoppesteder i HT's dækningsområde bortset fra Valby St. Linjerne blev senere afkortet til Høje Taastrup hvor de fik deres udgangspunkt fra i slut 80'erne. Linjerne var døbt linje 555(Høje Taastrup - Holbæk - Odden) og 666(Høje Taastrup - Rørvig). Linjerne kørte oprindeligt hver dag hele året men denne betjening blev hurtigt nedlagt og linjerne blev fremover udelukkende kørt som Sommerruter fra maj til september. Ruterne fortsatte med ind i Movia der senere nedlagde dem.
| Rute | Linjeføring                                        | Bemærkning                         |
| ---- | -------------------------------------------------- | ---------------------------------- |
| 555  | Høje Taastrup - Holbæk - Nykøbing Sjælland - Odden |                                    |
| 666  | Høje Taastrup - Nykøbing Sjælland - Rørvig         | Linjen kørte ikke ind forbi Holbæk |

### IC Busser
I Samarbejde med DSB og Storstrøms Trafikselskab havde VT i en periode, et koncept der hed IC busser. IC Busserne blev lanceret i forbindelse med DSBs K91 køreplan, hvor også IC3 togene blev sat ind i landstrafikken. IC Busserne, blev sat ind med udgangspunkt ved en InterCity station, og kørte så til en mindre by på Sjælland.
| Rute | Linjeføring                                         | Bemærkning                                                      |
| ---- | --------------------------------------------------- | --------------------------------------------------------------- |
| 800  | Nykøbing Falster - Spodsbjerg-Tårs - Odense         | Linjen fortsatte driften efter ophør af de resterende IC busser |
| 808  | Slagelse - Næstved - Præstø - Stege                 |                                                                 |
| 841  | Store Heddinge - Faxe - Rønnede - Haslev - Ringsted |                                                                 |

## Zone-opdelingen i VT
I Vestsjællands Trafikselskab var zonerne delt op som følgende. Zonerne er efter sammenlægningen til movia blevet bibeholdt men har fået et "1" tal foran hver zone sådan at den daværende zone 30(Slagelse) i Movia hedder "130".
| - Zone 10 Holbæk - Zone 11 Vipperød - Zone 12 Tuse Næs - Zone 13 Gislinge - Zone 14 Regstrup - Zone 15 Tølløse - Zone 16 Ugerløse - Zone 17 Store Merløse - Zone 20 Kalundborg - Zone 21 Birkendegård - Zone 22 Røsnæs - Zone 23 Ubby - Zone 30 Slagelse - Zone 31 Kindertofte | - Zone 32 Ørslev - Zone 33 Høng - Zone 34 Kirke Stillinge - Zone 35 Vemmelev - Zone 36 Sørbymagle - Zone 37 Ruds Vedby - Zone 38 Sæby - Zone 39 Gørlev - Zone 40 Ringsted - Zone 41 Kværkeby - Zone 42 Jystrup - Zone 43 Haraldsted - Zone 44 Gyrstinge - Zone 45 Fjenneslev | - Zone 46 Sneslev - Zone 47 Haslev - Zone 48 Terslev - Zone 50 Korsør - Zone 60 Nykøbing - Zone 61 Rørvig - Zone 62 Højby - Zone 63 Egebjerg - Zone 64 Odden - Zone 65 Asnæs - Zone 70 Jyderup - Zone 71 Svinninge - Zone 72 Sejerø - Zone 73 Eskebjerg | - Zone 74 Svebølle - Zone 76 Skamstrup - Zone 77 Mørkøv - Zone 80 Sorø - Zone 81 Munke Bjergby - Zone 82 Tystrup - Zone 83 Fuglebjerg - Zone 84 Stenlille - Zone 85 Dianalund - Zone 90 Skælskør - Zone 91 Bisserup - Zone 92 Dalmose - Zone 93 Boeslunde |

## Sammenlægningen til Movia
Som følge af Strukturreformen fra 2006 som trådte i kraft i 2007 skulle der dannes et nyt trafikselskab. Strukturreformen betød at amterne blev nedlagt og de nuværende regioner blev oprettet. Heraf skulle et nyt fællessjællands trafikselskab se dagens lys. Der var meget modstand i det daværende Vestsjællands Amt imod sammenlægningen af det lokale trafikselskab, men partnerne blev til sidst enige og Movia så dagens lys den 1. januar 2007.
Movia lavede en glidende overgang. De første 3 år af Movia levetiden skete der ikke meget. Linjenumre, billetudstyr, zonesystem og farverne på busserne forblev stort set uændret. Fra 2010 begyndte Movia at sende nye udbudskontrakter afsted til operatørerne rundt på Vestsjælland. Disse udbud skulle løbende sikre at busserne i det daværende VT design ville blive udfaset stille og roligt. De sidste busser i det daværende VT design kørte i 2013.. Siden 2010 er zonesystemet og billetteringssystemerne også blevet ensartet for de daværende HT, STS og VT områder.

## Galleri
| - Vestsjællands Trafikselskab Galleri - Daværende DAB bus hos VT skiltet den daværende rute 27 der kørte fra Kalundborg til Næstved over Sorø - Nyere Volvo bus hos VT. en af de sidste anskaffelser VT fik før overtagelsen af Movia - En VDL berkhoff på den regionale linje 13 - Standard VT stoppested - Movia farverne er i 2011 så småt begyndt at dukke op i det tidligere VT område. her Slagelse Station - Holbæk Station er snart også helt gul. nu er vi dog i 2012. Holbæk har desuden også fået introduceret A-busser - Tidligere VT bus malet Movia/HT Gul - Enkelte busser fra Vestsjællands Trafikselskab, kom til til andre trafikselskaber rundt om i landet. Her ser vi en bus på linje 1 i Frederikshavn, som stadigvæk er i drift i 2023 |